# Dificultades occidentales para definir el budismo

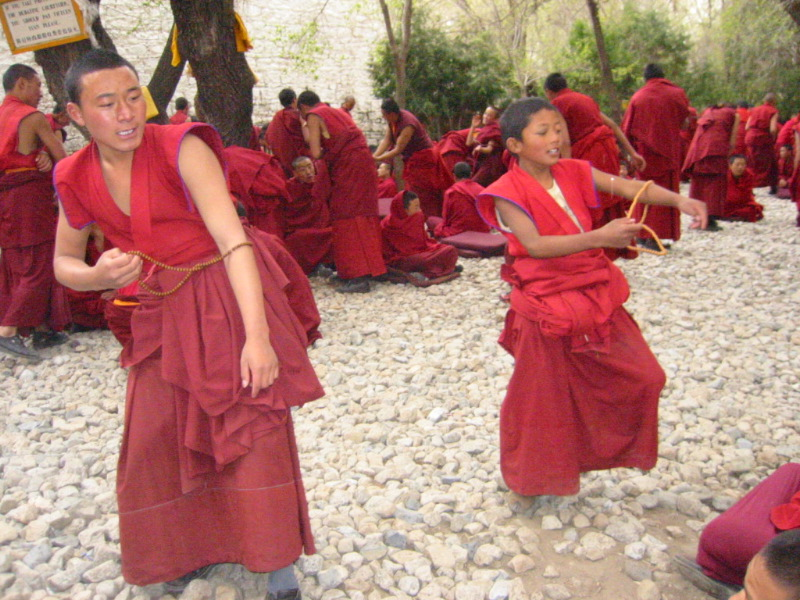
Jóvenes monjes tibetanos de Drepung.

Una discusión muy común en la cultura occidental es la de si el budismo es o no una religión. El budismo es considerado de manera general por la práctica totalidad de la literatura occidental como una religión que afirma una vía de liberación espiritual al sufrimiento. No obstante, Buda Gautama refuta la existencia de deidades, rechazando tanto el dogmatismo como la fe.
El nirvana no es debido a una revelación divina, sino que se produce como un descubrimiento directo y personal de la realidad última. Un buda no es un dios, ni un mesías, ni un profeta. El budismo no afirma la existencia de un creador del universo como causa última de la realidad, y sus enseñanzas no son percibidas por sus seguidores como dogmas.
Según modelos adoptados por los estudiosos occidentales de las religiones, como por ejemplo el que usa Ninian Smart, los aspectos religiosos del budismo son entre otros:
- Por experiencia propia y emotivo: esto se observa en el énfasis que pone el budismo en el valor de la propia experiencia personal directa y en una búsqueda de conexión emocional con algo más grande que el sí mismo, a lo que Myokyo-Ni se refirió como "religarse" a la existencia, la vida o a la "base del ser".[2]
- Práctica ritual y devocional: aunque el énfasis de las escuelas budistas en la devoción y la práctica de rituales es muy variable, todas ellas las llevan a cabo.
- Narrativas y mitos: el budismo utiliza innumerables historias y parábolas edificantes e instructivas. La misma historia de Siddhartha Gautama se ofrece como un modelo de vida y contiene elementos claramente fantásticos y simbólicos.

Aparte de estas tres características, este modelo también incluye otras cuatro dimensiones adicionales:  "Doctrinal/Filosófica", "Ética/Legal", "Social/Organizativa" y "Material/Objetos" todas ellas también presentes en el budismo.
El motivo que genera dificultades en la mente de muchos occidentales para poder calificar el budismo como religión es su carácter no teísta. Al "heredar" la cosmología del brahmanismo, el budismo menciona devas (ángeles o deidades), pero niega que estas deidades tengan una esencia eterna; no se conciben como una realidad independiente del sujeto que las percibe y no pueden afectar o interceder en la liberación de la persona.
Otra complicación aún mayor lo constituye el hecho de que el budismo rechaza la existencia del alma o espíritu, si bien no puede ser considerado nihilista (véase Ātman). 
En Occidente se suele asociar la religión con la conexión del alma con la divinidad. Esto es un patrón cultural influenciado por las religiones abrahámicas, pero no se trata de algo universal aunque provoque que muchas personas vean el budismo como una filosofía, un modo de vida y práctica o incluso únicamente una técnica de mejoramiento personal.
De hecho, aparte de no afirmar la existencia de un dios como última explicación de la realidad, el budismo realiza además indagaciones muy elaboradas sobre las características y la naturaleza fundamental del ser humano, la mente y la realidad. Sin embargo el budismo no es considerado en occidente como una filosofía ya que no es solo un mero cultivo intelectual o personal, sino también social, moral y contradictoriamente espiritual.

## Apreciaciones sobre la importancia relativa de esta discusión
Sin embargo, este debate sobre la naturaleza del budismo sea posiblemente un fenómeno mayoritariamente occidental porque las lenguas no-occidentales no poseen una traducción exacta para la palabra religión. De hecho, en la opinión de algunos eruditos budistas orientales, como Walpola Rahula, cualquier tipo de concepto con el que identifiquemos al budismo no constituye más que un "etiquetado" carente de relevancia. A partir de finales del siglo XIX el budismo ha sido reconocido en Occidente, donde ha influenciado el pensamiento, el arte y la psicología humanista y existencial.